# Smittium precipitiorum
Smittium precipitiorum är en svampart som beskrevs av M.M. White & Lichtw. 2004. Smittium precipitiorum ingår i släktet Smittium och familjen Legeriomycetaceae.   Inga underarter finns listade i Catalogue of Life.